# Cethosia vanbemmeleni
Cethosia vanbemmeleni är en fjärilsart som beskrevs av Sharp 1922. Cethosia vanbemmeleni ingår i släktet Cethosia och familjen praktfjärilar. Inga underarter finns listade i Catalogue of Life.